# Kanton Saint-Amant-Roche-Savine
Kanton Saint-Amant-Roche-Savine (fr. Canton de Saint-Amant-Roche-Savine) je francouzský kanton v departementu Puy-de-Dôme v regionu Auvergne. Tvoří ho pět obcí.

## Obce kantonu
- Bertignat
- Grandval
- Le Monestier
- Saint-Amant-Roche-Savine
- Saint-Éloy-la-Glacière